# Labbe du Chili
Stercorarius chilensis
Espèce
Statut de conservation UICN

 LC  : Préoccupation mineure
Le Labbe du Chili (Stercorarius chilensis syn. : Catharacta chilensis) est une espèce d'oiseaux de mer appartenant à la famille des stercorariidés.

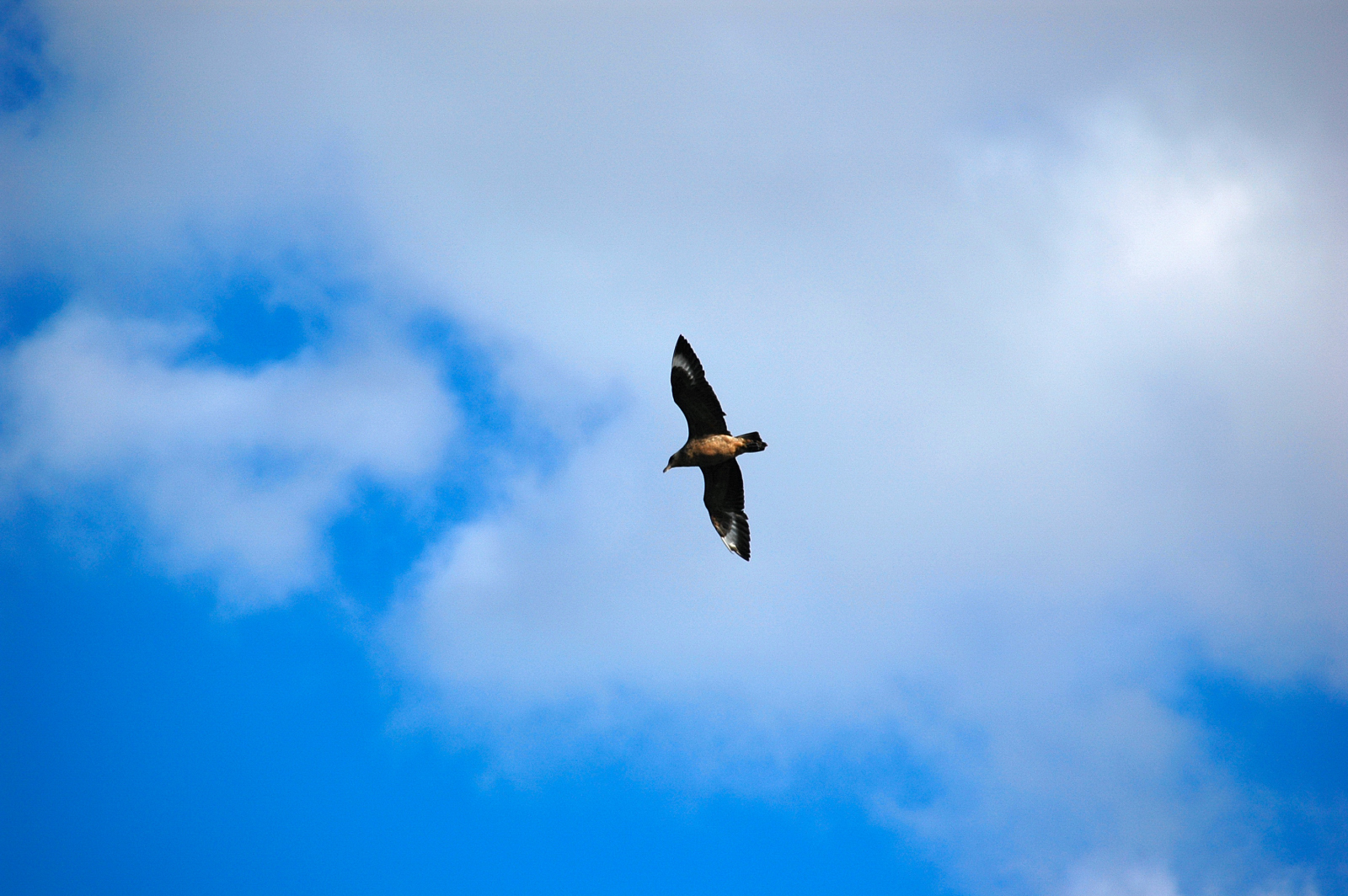
Labbe du Chili en vol